# MPlayer
MPlayer (чита се Ем Плејер) представља софтвер за репродукцију мултимедијалних садржаја, првенствено за репродукцију видео садржаја (филмова исл.), али и за звучне садржаје, слушање радија и гледање телевизије. MPlayer је писан у отвореном коду, што укратко значи да се може бесплатно преузети, користити и дистрибуирати, али и модификовати и продавати. Подржава све главне оперативне системе, попут линукса, различитих верзија јуникса, Mac OS X и различите верзије Мајкрософтовог Windowsа. Програм је створила и одржава група мађарских програмера, под заједничким именом „MPlayer Team“ (Ем Плејер тим).

## Подржани стандарди
обухвата уграђену подршку за велики број различитих видео и аудио формата, као и за разноврсне протоколе и уређаје. Слиједи списак:
- Физички медији: компакт-дискови, DVD, видео компакт-дискови
- Формати видео контејнера:
- Видео формати:
- Аудио формати:
- Формати титлова:
- Сликовни формати:
- Протоколи:

Поред различитих формата у локалним датотекама, MPlayer може служити и за репродукцију садржаја путем различитих улазних канала, попут сљедећих:
- Телевизија - као улазни протокол наводи се
- Радио - као улазни протокол наводи се [мртва веза]
- Нелокални садржаји, нпр. на интернету или локалној мрежи - наводи се , , итд.

MPlayer може користити и додатне кодеке намијењене Windowsовим програмима, тако што му се наведе путања до директоријума са кодецима. Такође може читати и препознавати ID3v2 тагове у MP3 датотекама. Подржава и различите излазне стандарде, који су подржани посебним додацима који иду уз њега, а помоћу којих се слика може репродуковати у виду аски умјетности, са различитим трансформацијама боја, па и тако што се слика уопште не шаље на екран, него се сваки приказани фрејм смјешта у облику JPEG слике на локални складишни медијум (нпр. тврди диск) у реалном времену.

## Употреба
Иако је првобитно и још увијек првенствено намијењен конзолном окружењу (без графичког сучеља), у стандардном пакету долази подршка и за графичко сучеље, укључујући неколицину слободних варијанти облика и боја. У „неграфичком“ облику употреба MPlayerа подразумијева кориштење тастатурних команди (попут слова F, Q, Z, X, P, T итд, стрелица за помјерање горе-доле-лијево-десно, размака итд.) за управљање већ пуштеним садржајем, а за напредне кориснике постоји огроман низ поткоманди и опција при самом покретању плејера, које омогућавају, како детаљно прилагођавање сопственим потребама, тако и високо-техничку спецификацију улазних формата, уређаја итд. Постоји и пројекат надоградње MPlayer-а, под називом SMPlayer, у циљу графичког представљања једног дијела бројних опција и команди које MPlayer подржава.
Уз MPlayer у истом пакету обично долази и засебан програм, MEncoder, који првенствено служи за превођење различитих видео и аудио формата једних у друге, али и за преношење видео садржаја са видео-дискова (DVD) у датотечни систем, компресију и друго.

## Награде
Пројекат MPlayer је добитник неколицине значајних награда у свом жанру. Међу њима су сљедеће:
- Омиљени видео-плејер читалаца Мађарског јуникс портала, пет узастопних пута, за 2003, 2004, 2005, 2006. и 2007. годину[4][5][6][7][8]
- Омиљени видео-плејер чланова престижног линукс сајта „LinuxQuestions.org“, четири пута узастопно, за 2003, 2004, 2005. и 2006. годину[9][10][11][12]
- Омиљени видео-плејер Бразилске линукс заједнице за 2004. годину[13]
- Омиљени медија плејер по мишљењу читалаца часописа „TUX magazine“ за 2005. годину[14]